# John Baines
John Robert Baines (nascut el 17 de març de 1946) és Catedràtic d'Egiptologia a la Universitat d'Oxford i membre del Queen's College

## Primers anys
Baines va néixer el 17 de març de 1946. És el fill gran d'Edward Baines Russell i la seva dona Dora Margaret Jean (nascuda O'Brien). Va ser educat en el Winchester College, un internat privat de Winchester, Hampshire, Anglaterra. Va anar a estudiar egiptologia a la Universitat d'Oxford. Es va graduar amb un grau de Bachelor of Arts (BA) en 1967; més tard aconseguí un Mestratge d'Arts (MA). Va obtenir el seu doctorat el 1976.

## Carrera acadèmica
Baines és actualment Catedràtic d'Egiptologia a la Universitat d'Oxford. És professor d'aquesta institució des del 1976, quan es convertí en un dels professors titulars més joves de la universitat a l'edat de 30 anys. També és autor de diversos articles acadèmics i publicacions relatives a l'antiga civilització egípcia.
Els seus interessos de recerca se centren en l'art de l'Antic Egipte, la religió, la literatura i biografies;
modelatge de la societat egípcia antiga i enfocaments comparatius i antropològics per a les civilitzacions antigues.

## Publicacions
- (Amb Jaromir Malek) Atlas of Ancient Egypt (1980) ISBN 0-87196-334-5
- Fecundity Figures: Egyptian Personification and the Iconology of a Genre (1987) ISBN 0-86516-122-4
- Pyramid Studies and Other Essays Presented to I.E.S. Edwards (1988) ISBN 0-85698-106-0
- (Col·laborador) Religion in ancient Egypt: Gods, Myths, and Personal Practice" (1991) ISBN 0-8014-9786-8
- (Traductor d'Erik Hornung), Conceptions of God in Ancient Egypt: the One and the Many (1982) ISBN 0-8014-1223-4
- Stone Vessels, Pottery and Sealings from the Tomb of Tutankhamun (1994) ISBN 0-900416-63-7
- High Culture and Experience in Ancient Egypt  (2000) ISBN 0-485-93010-2
- Fecundity Figures (2001) ISBN 0-900416-78-5
- Visual and Written Culture in Ancient Egypt (2007) ISBN 0-19-815250-7